# Baton Rouge, Louisiana
Baton Rouge este un oraș din Statele Unite ale Americii, capitală a statului Louisiana, al doilea mare oraș din acest stat după New Orleans și sediul parohiei East Baton Rouge.